# Luis Romero y Espinosa
Luis Romero y Espinosa (Fregenal de la Sierra, 1852-Fregenal de la Sierra, 1891) fue un poeta, folclorista y periodista español.

## Biografía
Nacido el 12 de enero de 1852 en la localidad pacense de Fregenal de la Sierra, estudió leyes en la Universidad de Sevilla, y se dio a conocer como poeta en las revistas literarias que se publicaban en 1879. Con Manuel de Velasco, marqués de Riocavado, fundó en 1879 El Eco de Fregenal, periódico local de intereses materiales, para el que redactó diversas colaboraciones. En 1883 fundó la revista Folk-Lore-Frexnense, órgano de la asociación del mismo nombre. A dicha publicación vino a sustituirla más tarde El Folk-Lore-Bético-Extremeño, también dirigida por Romero y Espinosa. Tradujo textos de Musset, Victor Hugo, Bocage y Gautier. Falleció hacia comienzos de agosto de 1891 en Fregenal.